# Cteato
Nella mitologia greca,  Cteato   era il nome di uno dei figli di Attore, re di Elide, e di Molione.

## Il mito
Secondo la leggenda nato da un uovo di argento, Cteato, in coppia con suo fratello Eurito, venivano chiamati i Molionidi.  Nestore li aveva sfidati e vinti ma decise di risparmiare la loro vita. Sposato con la figlia di Dessameno, Teronice ebbe per figlio Anfimaco. Fu ucciso durante lo scontro con Eracle per salvare il regno di Augia, anche dopo una momentanea vittoria sul semidio.

## Pareri secondari
Secondo alcuni autori Cteato era un essere mostruoso unito al fratello e solo successivamente si separarono in due uomini enormi.
Inoltre, secondo un'ipotesi Cteato e il fratello Eurito non erano in realtà figli di Attore, ma di Poseidone.

### Fonti
- Pseudo-Apollodoro, Libro II -  7, 2

### Moderna
- Luisa Biondetti, Dizionario di mitologia classica, Milano, Baldini&Castoldi, 1999, ISBN 88-8089-725-X.
- Pierre Grimal, Enciclopedia della mitologia 2ª edizione, Brescia, Garzanti, 2005, ISBN 88-11-50482-1. Traduzione di Pier Antonio Borgheggiani